# Igreja Presbiteriana Westminster da Austrália
A Igreja Presbiteriana Westminster da Austrália é uma pequena, mas crescente denominação presbiteriana na Austrália. Ela está presente na Austrália Ocidental, Queensland, nos subúrbios ocidentais de Sydney, Nova Gales do Sul e possui uma congregação no Território da Capital Australiana.

## História
A Igreja Presbiteriana Westminster cresceu de reuniões informais de estudo da Bíblia organizados em Perth em 1970 pelo Reverendo David Cross, que tinha sido enviado para a Austrália Ocidental pela Missões Mundial Presbiteriana, o braço da missão da Igreja Presbiteriana Reformada - Sínodo Evangélico, nos Estados Unidos, para trabalhar entre Aborígenes australianos na cidade país de Brookton. Quando esse trabalho não progrediu como esperado, David Cross chegou a Perth e começou a trabalhar entre o povo daquela cidade, a pedido de presbiterianos locais que estavam descontentes com a evolução da sua própria denominação.
O trabalho original de estudo da Bíblia rapidamente se transformou na primeira igreja estabelecida de uma nova denominação, que inicialmente funcionou entre vários subúrbios do nordeste de Perth, antes de se estabelecer em uma casa permanente no subúrbio de Maida Vale, sob a liderança de Rev Derek Jones. Em 1976, uma segunda congregação começou no subúrbio de Bullcreek, desta vez sob a liderança pessoal de David Cross, e com o tempo esta congregação cresceu para se tornar o maior da denominação. Em 1979, Rev. Peter Adamson iniciou um terceiro congregação, no subúrbio do sudeste de Kelmscott. Enquanto isso, o trabalho original de David Cross no Brookton deu alguns resultados em que a congregação aborígene tinha trabalhado com organizaram-se como Igreja Presbiteriana do Calvário que juntou-se a denominação emergente. 
O suporte para a nova denominação Presbiteriana pela Missões Para o Mundo continuou durante toda a década de 1970 como David Cross trabalhou sob os seus auspícios. Em 1981, sua participação foi ampliada através da prestação de um segundo trabalhador, Reverendo Oliver Claassen, que iniciou a primeira congregação fora Austrália Ocidental, em Redbank Plains, um subúrbio de Brisbane, Queensland. Em 1982, o apoio no exterior foi assumida pela Missão ao Mundo, o braço da missão da Igreja Presbiteriana na América, com a fusão da Igreja Presbiteriana Reformada - Sínodo Evangélico na denominação maior.

## Doutrina
A Igreja se descreve como confessional, Reformada e Presbiteriana.  
Afirma que: 
- Há um só Deus, que existe eternamente em três pessoas: o Pai, o Filho e o Espírito Santo.
- O Velho & Novo Testamentos são a inerrante Palavra infalível de Deus e a única regra de fé e vida.
- Todos são pecadores e totalmente incapaz de salvar-se de desagrado de Deus; pecadores só pode ser salvo por Deus, pela Sua misericórdia.
- A salvação é pela graça de Deus, e não baseado em qualquer mérito individual humano.
- Jesus Cristo é o Filho eterno de Deus, que por meio de Sua vida perfeita e a morte sacrificial expiou os pecados de todos os que confiam somente nEle para a salvação.
- O Espírito Santo habita o povo de Deus e dá-lhes a força e a sabedoria para confiar em Cristo e segui-Lo.
- Jesus vai voltar para julgar toda a humanidade e para receber o Seu povo.
- Todos os aspectos da nossa vida deve ser vivida para a glória de Deus sob o senhorio de Jesus Cristo.[7][3]

A denominação subscreve também, a Confissão de Fé de Westminster
A igreja subscreve a Confissão de Fé de Westminster, Catecismo Maior de Westminster e Breve Catecismo de Westminster. 

## Relações intereclesiásticas
A igreja é membro da Fraternidade Reformada Mundial e matem relações de parcerias e cooperação mutua com a Igreja Presbiteriana do Brasil.